# Aleksandr Babaïev
Pour les articles homonymes, voir Babaïev.
Aleksandr Ivanovitch Babaïev (en russe : Александр Иванович Бабаев) est un aviateur soviétique, né le 6 septembre 1923 et mort le 22 mai 1985. Pilote de chasse et as de la Seconde Guerre mondiale, il fut distingué par le titre de Héros de l'Union soviétique.

## Carrière
Aleksandr Babaïev est né le 6 septembre 1923 à Kalouga. Il rejoignit l'Armée rouge en 1940, après avoir suivi des cours de pilotage dans un aéroclub civil. Il fut breveté pilote en 1941, au collège militaire de l'Air de Krasnodar.
Il rejoignit le 196e régiment de chasse aérienne (196.IAP) sur le front de Léningrad en avril 1942 et combattit dans la région de Carélie jusqu'à la fin de la guerre. Il a été décoré de la médaille pour la Défense de Léningrad et de la médaille du Courage.
Il ne reçut le titre de Héros de l'Union soviétique qu'en 1972. Mort le 22 mai 1985 à Léningrad, il repose au cimetière Bogoslovskoïe.

## Palmarès et décorations

### Tableau de chasse
Aleksandr Babaïev est crédité de 10 victoires homologuées, dont 9 individuelles et 1 en coopération, obtenues au cours de 260 missions et 48 combats aériens.

### Décorations
- Héros de l'Union soviétique le 21 février 1972 (médaille no 11288)
- Étoile d'or
- Ordre de Lénine
- Ordre du Drapeau rouge
- Ordre de la Guerre patriotique
- Ordre de l'Étoile rouge
- Ordre du Service pour la Patrie dans les Forces armées